# Gonatium pallidum
Gonatium pallidum là một loài nhện trong họ Linyphiidae.
Loài này thuộc chi Gonatium. Gonatium pallidum được Friedrich Wilhelm Bösenberg miêu tả năm 1902.